# سد الماوين
سد الماوين هو سد خرساني في المملكة العربية السعودية افتتح في عام 1404 هـ ويقع في محافظة أبها التابعة لمنطقة عسير، والغرض الرئيسي من السد هو إمدادات المياه.

## الخصائص
أنشئ سد الماوين سنة 1404 هــ من أجل استعاضة مياه الآبار الجوفية وتوفير مياه الشرب لسكان المنطقة والاستفادة من موارد المياه في المستجمع المائي، حاجزه من النوع الخرساني، يبلغ طول السد 120 مترًا وارتفاعه يبلغ 13 مترًا وبسعة تخزينية تفوق 400000 متر مكعب.

## الموقع
يقع سد تهلل غرب قرية الماوين شمال مدينة أبها، والذي يبعد عن المدينة بما يقارب 62 كم.

## وصلات خارجية
- فيضانات وسيول وادي الــمــاويـــن على يوتيوب